# Cratere Weigel

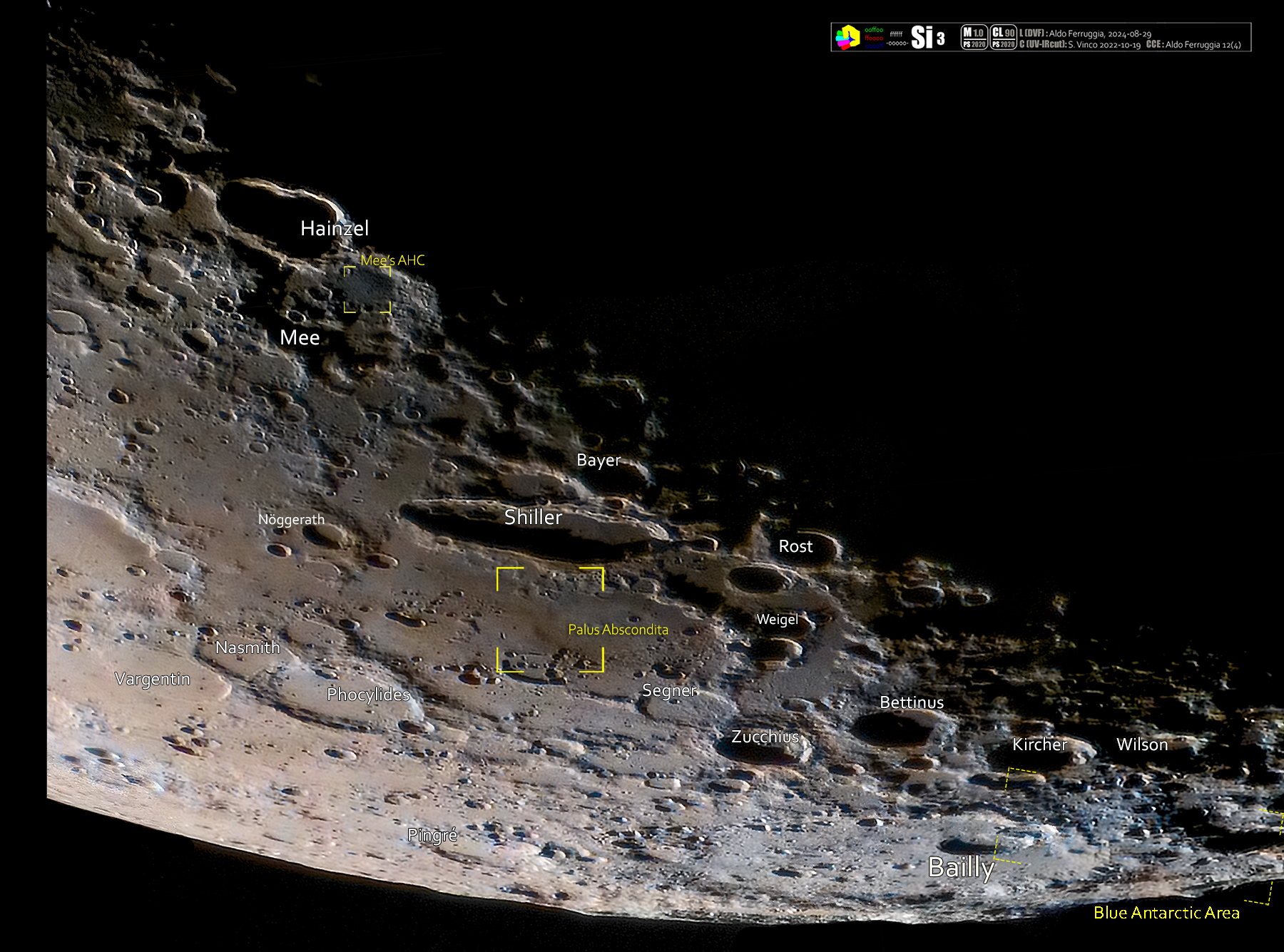
Area del cratere in immagine selenocromatica (Si) comn alcuni reperi. Vedi anche:

Weigel è un cratere lunare intitolato all'astronomo, matematico e filosofo tedesco Erhard Weigel; è situato nella parte sud-occidentale della Luna, poco più a ovest (sud-ovest) del cratere Rost e a sud del cratere Schiller.
A ovest, si trova il cratere Segner.
La parete rocciosa che circonda Weigel appare erosa e ricca di piccoli crateri, prevalentemente nel lati nord e ovest. Il cratere minore più vasto (ancor più largo dello stesso Weigel), "Weigel B", è situato lungo il bordo sud-occidentale. Le pareti interne presentano solo lievi irregolarità, e anche il fondo risulta relativamente piano.

## Crateri correlati
Alcuni crateri minori situati in prossimità di Weigel sono convenzionalmente identificati, sulle mappe lunari, attraverso una lettera associata al nome.
| Weigel | Latitudine | Longitudine | Diametro |
| ------ | ---------- | ----------- | -------- |
| A      | 58,6° S    | 37,8° W     | 17 km    |
| B      | 58,8° S    | 41,1° W     | 37 km    |
| C      | 59,5° S    | 41,9° W     | 10 km    |
| D      | 58,0° S    | 41,6° W     | 16 km    |
| E      | 56,9° S    | 42,3° W     | 11 km    |
| F      | 57,5° S    | 40,9° W     | 7 km     |
| G      | 57,7° S    | 35,3° W     | 7 km     |
| H      | 58,2° S    | 40,6° W     | 15 km    |